# 94 Ceti b
94 Ceti b o 94 Ceti Ab es un planeta extrasolar que se encuentra a 73 años luz en la constelación de Cetus, orbitando la estrella 94 Ceti. Fue descubierto el 7 de agosto del 2000 por Michel Mayor y su equipo. Su periodo orbital es de 1,2 años. Se trata de un gigante gaseoso con una masa 1,5 veces la de Júpiter y con una magnitud similar a la de Marte.